# 100 Degrees
A 100 Degress című dal az ausztrál énekesnő-dalszerző Kylie Minogue és húga Dannii Minogue közös szerzeménye, mely Kylie 2015-ös Kylie Christmas című stúdióalbumán szerepel. A dalt 2015. december 7-én adta ki a Parlophone és a Warner Bros. kiadó. A diszkó hatású karácsonyi dalt Kylie, Ash Howes, Richard Stannard, és Steve Anderson írta. A produceri munkálatokat Howes, Stannard, Anderson kezelték. A dal egy másik változata később, 2016. április 1-én jelent meg "100 Degress (Still Disco to Me) címmel, melynek a szövegéből kihagyták a karácsonyra való hivatkozást. 
Kylie a "100 Degress"-t arról írta, hogy alkalmazkodott a brit Karácsonyhoz, miután Ausztráliában nevelkedett, ahol nincs tél. Továbbá Donna Summer vintage diszkó klasszikusai is ihlették. Húga Dannii azt mondta: "Nincs elég bulis karácsonyi dal, és mindenhol vannak karácsonyi bulik, de ilyenkor milyen zenét adsz? Ez a dal tökéletes a tánchoz".
Kylie bejelentette, hogy a dal az X Factor Ausztrália második kislemezeként szolgál majd, és ő és Dannii együtt adják majd elő a dalt a nagy fináléban. A dalt a Target Australia is felhasználta karácsonyi reklámjaihoz. A reklámok főszereplője Dannii Minogue volt, aki a Target Australival foglalkozik. A "100 Degress" 2016-ban az év tizenhetedik legtöbbet eladott bakelit lemeze volt az Egyesült Királyságban.

## Videoklip
A videoklipben Kylie és Dannii a dal felvétele közben a stúdióban szórakoznak, miközben Dannii "Disco Christmas" pólót, míg Kylie "Kylie Kissmass" pólót visel.

## Összetétel
Mike Wass az Idolatortól azt mondta, hogy a "100 Degress" volt az album csúcspontja. Majd hozzátette: "A testvérek egy csomó mesés hangulatok adnak az ünnepi szezonba ezzel a diszkós himnusszal". Majd hozzátette: A duett olyan "táborozós", mint ahogyan az elvárható".

## Élő előadások
Kylie megerősítette, hogy húga Dannii mellett fogja előadni a dalt a 7. évad nagydöntőjében, 2015. november 24-én. Kylie azt nyilatkozta, hogy "Viszek egy kis karácsonyi hangulatot az X-Factor színpadára, melyet alig várok, hogy fellépjek Dannii-val közösen". Ez volt az első közös fellépésük a "Kids" élő előadása óta a Showgirl: The Homecomping Tour turnén 2006-ban, és az első közös televíziós fellépés óta, hogy 1986-ban előadták a "Sisters Are Doin' It for Themselves"-t a Young Talent Time című műsorban.

## Formátumok és számlista
Digitális letöltés
1. "100 Degrees" (with Dannii Minogue; 7th Heaven Club Mix) – 6:49
2. "100 Degrees" (with Dannii Minogue; 7th Heaven Radio Edit) – 5:02
3. "100 Degrees" (with Dannii Minogue; Steve Anderson Classic Disco Extended Mix) – 7:24
4. "100 Degrees" (with Dannii Minogue; Boney Mix) – 5:44

100 Degrees (It's Still Disco to Me) – EP/12-inch clear vinyl
1. "100 Degrees (It's Still Disco to Me)" (with Dannii Minogue) – 3:47
2. "100 Degrees (It's Still Disco to Me)" (with Dannii Minogue; Steve Anderson Classic Disco Extended Mix) – 7:24
3. "100 Degrees (It's Still Disco to Me)" (with Dannii Minogue; 7th Heaven Club Mix) – 7:04
4. "100 Degrees (It's Still Disco to Me)" (with Dannii Minogue; Boney Remix) – 5:44

## Megjelenések
| Ország         | Dátum             | Formátum(ok)                                      | Label(s)   | Ref.                        |
| -------------- | ----------------- | ------------------------------------------------- | ---------- | --------------------------- |
| Amerikán kívül | 2015. december 7. | Digitális letöltés (Remix EP)                     | Parlophone | [ 9 ] [ 10 ] [ 11 ]         |
| Különböző      | 2016. április 1.  | Digitális letöltés ("Still Disco to Me" remix EP) | Parlophone | [ 12 ] [ 13 ] [ 14 ] [ 15 ] |
| Különböző      | 2016. június 17.  | 12" ("Still Disco to Me")                         | Parlophone | [ 16 ]                      |